# Qualificazioni al campionato europeo femminile di calcio 1984
Le qualificazioni al campionato europeo femminile di calcio 1984 ebbero luogo dal 18 agosto 1982 al 28 ottobre 1983. Videro coinvolte 16 squadre divise in quattro gruppi da quattro squadre. Le prime di ogni gruppo si qualificarono alla fase finale.

## Gruppo 1
| Data              | Luogo     | Squadra 1 | Risultato | Squadra 2 |
| ----------------- | --------- | --------- | --------- | --------- |
| 18 agosto 1982    | Vammala   | Finlandia | 0 - 6     | Svezia    |
| 28 agosto 1982    | Tønsberg  | Norvegia  | 2 - 2     | Islanda   |
| 9 settembre 1982  | Reykjavík | Islanda   | 0 - 6     | Svezia    |
| 15 settembre 1982 | Kotka     | Finlandia | 0 - 3     | Norvegia  |
| 29 settembre 1982 | Stoccolma | Svezia    | 2 - 0     | Norvegia  |
| 8 giugno 1983     | Sollefteå | Svezia    | 5 - 0     | Finlandia |
| 30 luglio 1983    | Kópavogur | Islanda   | 0 - 1     | Norvegia  |
| 18 agosto 1983    | Romerike  | Norvegia  | 3 - 0     | Finlandia |
| 21 agosto 1983    | Kópavogur | Islanda   | 0 - 2     | Finlandia |
| 24 agosto 1983    | Ronneby   | Svezia    | 5 - 0     | Islanda   |
| 27 agosto 1983    | Porvoo    | Finlandia | 3 - 0     | Islanda   |
| 24 settembre 1983 | Elverum   | Norvegia  | 1 - 2     | Svezia    |

| Pos | Squadra   | Pti | G | V | N | P | GF | GS |
| --- | --------- | --- | - | - | - | - | -- | -- |
| 1   | Svezia    | 12  | 6 | 6 | 0 | 0 | 26 | 1  |
| 2   | Norvegia  | 7   | 6 | 3 | 1 | 2 | 10 | 6  |
| 3   | Finlandia | 4   | 6 | 2 | 0 | 4 | 5  | 17 |
| 4   | Islanda   | 1   | 6 | 0 | 1 | 5 | 2  | 19 |

Svezia qualificata.

## Gruppo 2
| Data              | Luogo       | Squadra 1        | Risultato | Squadra 2        |
| ----------------- | ----------- | ---------------- | --------- | ---------------- |
| 4 settembre 1982  | Belfast     | Irlanda del Nord | 1 - 2     | Scozia           |
| 19 settembre 1982 | Crewe       | Inghilterra      | 7 - 1     | Irlanda del Nord |
| 19 settembre 1982 | Dunfermline | Scozia           | 3 - 0     | Irlanda          |
| 2 ottobre 1982    | Newtownards | Irlanda del Nord | 1 - 2     | Irlanda          |
| 3 ottobre 1982    | Dumbarton   | Scozia           | 0 - 4     | Inghilterra      |
| 7 novembre 1982   | Dublino     | Irlanda          | 0 - 1     | Inghilterra      |
| 13 marzo 1983     | Dublino     | Irlanda          | 1 - 1     | Scozia           |
| 17 aprile 1983    | Glasgow     | Scozia           | 3 - 0     | Irlanda del Nord |
| 14 maggio 1983    | Belfast     | Irlanda del Nord | 0 - 4     | Inghilterra      |
| 22 maggio 1983    | Leeds       | Inghilterra      | 2 - 0     | Scozia           |
| 11 settembre 1983 | Reading     | Inghilterra      | 6 - 0     | Irlanda          |
| 23 ottobre 1983   | Dublino     | Irlanda          | 3 - 2     | Irlanda del Nord |

| Pos | Squadra          | Pti | G | V | N | P | GF | GS |
| --- | ---------------- | --- | - | - | - | - | -- | -- |
| 1   | Inghilterra      | 12  | 6 | 6 | 0 | 0 | 24 | 1  |
| 2   | Scozia           | 7   | 6 | 3 | 1 | 2 | 9  | 8  |
| 3   | Irlanda          | 5   | 6 | 2 | 1 | 3 | 6  | 14 |
| 4   | Irlanda del Nord | 0   | 6 | 0 | 0 | 6 | 5  | 21 |

Inghilterra qualificata.

## Gruppo 3
| Data              | Luogo    | Squadra 1  | Risultato | Squadra 2  |
| ----------------- | -------- | ---------- | --------- | ---------- |
| 10 ottobre 1982   | Soletta  | Svizzera   | 2 - 0     | Portogallo |
| 30 ottobre 1982   | Valence  | Francia    | 1 - 0     | Italia     |
| 14 novembre 1982  | Genova   | Italia     | 3 - 0     | Portogallo |
| 4 dicembre 1982   | Lisbona  | Portogallo | 0 - 0     | Francia    |
| 12 febbraio 1983  | Pauillac | Francia    | 2 - 0     | Portogallo |
| 3 aprile 1983     | Coimbra  | Portogallo | 1 - 1     | Svizzera   |
| 24 aprile 1983    | Vicenza  | Italia     | 3 - 0     | Francia    |
| 7 maggio 1983     | Meaux    | Francia    | 1 - 1     | Svizzera   |
| 23 maggio 1983    | Lugano   | Svizzera   | 0 - 2     | Italia     |
| 24 giugno 1983    | Oporto   | Portogallo | 0 - 2     | Italia     |
| 18 settembre 1983 | Roma     | Italia     | 2 - 0     | Svizzera   |
| 29 ottobre 1983   | Burgdorf | Svizzera   | 0 - 0     | Francia    |

| Pos | Squadra    | Pti | G | V | N | P | GF | GS |
| --- | ---------- | --- | - | - | - | - | -- | -- |
| 1   | Italia     | 10  | 6 | 5 | 0 | 1 | 12 | 1  |
| 2   | Francia    | 7   | 6 | 2 | 3 | 1 | 4  | 4  |
| 3   | Svizzera   | 5   | 6 | 1 | 3 | 2 | 4  | 6  |
| 4   | Portogallo | 2   | 6 | 0 | 2 | 4 | 1  | 10 |

Italia qualificata.

## Gruppo 4
| Data              | Luogo             | Squadra 1      | Risultato | Squadra 2      |
| ----------------- | ----------------- | -------------- | --------- | -------------- |
| 25 settembre 1982 | Bruxelles         | Belgio         | 3 - 2     | Paesi Bassi    |
| 13 ottobre 1982   | Groninga          | Paesi Bassi    | 2 - 1     | Danimarca      |
| 6 novembre 1982   | Copenaghen        | Danimarca      | 1 - 0     | Belgio         |
| 5 marzo 1983      | Bergisch Gladbach | Germania Ovest | 1 - 1     | Belgio         |
| 19 marzo 1983     | Venray            | Paesi Bassi    | 2 - 2     | Germania Ovest |
| 23 aprile 1983    | Oosterhout        | Paesi Bassi    | 5 - 0     | Belgio         |
| 1º maggio 1983    | Delmenhorst       | Germania Ovest | 1 - 1     | Danimarca      |
| 18 settembre 1983 | Sønderborg        | Danimarca      | 1 - 0     | Germania Ovest |
| 8 ottobre 1983    | Bruxelles         | Belgio         | 2 - 2     | Danimarca      |
| 8 ottobre 1983    | Siegen            | Germania Ovest | 1 - 1     | Paesi Bassi    |
| 22 ottobre 1983   | Bruxelles         | Belgio         | 1 - 1     | Germania Ovest |
| 29 ottobre 1983   | Sønderborg        | Danimarca      | 2 - 0     | Paesi Bassi    |

| Pos | Squadra        | Pti | G | V | N | P | GF | GS |
| --- | -------------- | --- | - | - | - | - | -- | -- |
| 1   | Danimarca      | 8   | 6 | 3 | 2 | 1 | 8  | 5  |
| 2   | Paesi Bassi    | 6   | 6 | 2 | 2 | 2 | 12 | 9  |
| 3   | Germania Ovest | 5   | 6 | 0 | 5 | 1 | 6  | 7  |
| 4   | Belgio         | 5   | 6 | 1 | 3 | 2 | 7  | 12 |

Danimarca qualificata.